# Chlorotabanus fairchildi
Chlorotabanus fairchildi är en tvåvingeart som beskrevs av Wilkerson 1979. Chlorotabanus fairchildi ingår i släktet Chlorotabanus och familjen bromsar.
Artens utbredningsområde är Colombia. Inga underarter finns listade i Catalogue of Life.